# Yidi Wadi
Yidi Wadi est une localité du Cameroun située dans l'arrondissement de Petté, le département du Diamaré et la région de l’Extrême-Nord. Elle fait partie du canton de Malam Petel.

## Population
Lors du recensement de 2005, on y a dénombré 189 habitants.
Une étude de terrain publiée en 2014 porte ce chiffre à 656 personnes